# Fraomar
Fraomar (latin: Fraomarius) var under en kort period kung över bucinobanterna, en alemannisk stam, mellan cirka 372 till 373.
År 372/373, anföll den romerske kejsaren Valentinianus I alemannerna och försökte ta deras kung Makrian till fånge. Fraomar tog då tillfälligt hans plats som kung, men alemannerna blev upprörda och Makrian kom så småningom att återvända till makten med hjälp av sina anhängare. År 374 tvingades Valentinianus att sluta fred med Makrian. 